# Albi fuori serie di Nick Raider
Gli albi fuori serie di Nick Raider sono pubblicazioni che esulano dalla serie regolare di Nick Raider, che la Sergio Bonelli Editore ha deciso di affiancarle negli anni con pubblicazioni di storie inedite con cadenza perlopiù annuale. L'elenco comprende i seguenti:
- Speciale Nick Raider, albi annuali con foliazione maggiore rispetto alla serie mensile (generalmente 132 pagine) atti a contenere una storia inedita completa; a essi è allegato un libriccino spillato di approfondimento al genere giallo/poliziesco oppure una storia breve dedicata a un comprimario della serie principale.
- Almanacco del Giallo, albi annuali della Collana Almanacchi i quali, oltre a contenere una storia completa di 94 pagine, includono anche le recensioni cinematografiche e letterarie delle novità riguardanti il genere poliziesco e rubriche inerenti ai personaggi legati allo stesso genere.
- Nick Raider - Le nuove indagini, albi mensili di 96 pagine (formato: 16x21 cm, b/n).

## Speciale Nick Raider
| Nr. | Anno | Titolo                       | Soggetto         | Sceneggiatura  | Disegni             | Copertina           |
| --- | ---- | ---------------------------- | ---------------- | -------------- | ------------------- | ------------------- |
| 1   | 1989 | Che fine ha fatto Mary Rose? | Claudio Nizzi    | Claudio Nizzi  | Federico Antinori   | Giampiero Casertano |
| 2   | 1990 | Il giustiziere della notte   | Maurizio Colombo | Claudio Nizzi  | Renato Polese       | Giampiero Casertano |
| 3   | 1991 | Nel mirino della mafia       | Claudio Nizzi    | Claudio Nizzi  | Mario Rossi         | Giampiero Casertano |
| 4   | 1992 | La palude dei veleni         | Maurizio Colombo | Claudio Nizzi  | Renato Polese       | Bruno Ramella       |
| 5   | 1993 | L'incubo                     | Claudio Nizzi    | Claudio Nizzi  | Corrado Roi         | Bruno Ramella       |
| 6   | 1994 | Il grande inganno            | Claudio Nizzi    | Claudio Nizzi  | Bruno Brindisi      | Bruno Ramella       |
| 7   | 1995 | Una giornata nera            | Gino D'Antonio   | Gino D'Antonio | Bruno Brindisi      | Bruno Ramella       |
| 8   | 1996 | Acque torbide                | Claudio Nizzi    | Claudio Nizzi  | Corrado Mastantuono | Bruno Ramella       |
| 9   | 1997 | La mantide                   | Gino D'Antonio   | Gino D'Antonio | Luigi Siniscalchi   | Corrado Mastantuono |
| 10  | 1998 | Occhio per occhio            | Alberto Ongaro   | Alberto Ongaro | Renato Polese       | Corrado Mastantuono |

Agli speciali sono stati allegati i seguenti volumetti:
- Speciale n.1: Dossier del crimine n. 1: I delitti senza nome (a cura di Alfredo Castelli)
- Speciale n.2: Dossier del crimine n. 2: Le grandi truffe (a cura di Alfredo Castelli)
- Speciale n.3: Dossier del crimine n. 3: Le grandi rapine (a cura di Maurizio Colombo)
- Speciale n. 4: Dossier del crimine n.4: I grandi cattivi (a cura di Maurizio Colombo)
- Speciale n. 5: Il giovane Marvin (Soggetto e sceneggiatura: Claudio Nizzi - Disegni e copertina: Bruno Ramella)
- Speciale n. 6: Jimmy e la ragazza della porta accanto (Soggetto e sceneggiatura: Claudio Nizzi - Disegni: Bruno Brindisi - Copertina: Bruno Ramella)
- Speciale n. 7: Il tenente Art e una tranquilla domenica di paura (Soggetto e sceneggiatura: Claudio Nizzi - Disegni: Bruno Brindisi - Copertina: Bruno Ramella)
- Speciale n. 8: Alfie e il caso della bionda platino (Soggetto e sceneggiatura: Claudio Nizzi - Disegni: Corrado Mastantuono - Copertina: Bruno Ramella)
- Speciale n. 9: Violet e il Gangster (Soggetto e sceneggiatura: Gino D'Antonio - Disegni: Luigi Siniscalchi - Copertina: Corrado Mastantuono)
- Speciale n. 10: Nick e la caccia al tesoro (Soggetto e sceneggiatura: Gino D'Antonio - Disegni: Mario Rossi - Copertina: Corrado Mastantuono)

## Almanacco del Giallo
| Nr. | Anno | Titolo                    | Soggetto                           | Sceneggiatura                      | Disegni                                                | Copertina           |
| --- | ---- | ------------------------- | ---------------------------------- | ---------------------------------- | ------------------------------------------------------ | ------------------- |
| 1   | 1993 | Occhio privato            | Claudio Nizzi                      | Claudio Nizzi                      | Bruno Brindisi                                         | Bruno Ramella       |
| 2   | 1994 | Mercanti di morte         | Gino D'Antonio                     | Gino D'Antonio                     | Ferdinando Tacconi                                     | Bruno Ramella       |
| 3   | 1995 | Gli incendiari            | Alberto Ongaro                     | Alberto Ongaro                     | José Eduardo Caramuta                                  | Bruno Ramella       |
| 4   | 1996 | Nelle fogne di Manhattan  | Gianfranco Manfredi                | Gianfranco Manfredi                | José Eduardo Caramuta                                  | Bruno Ramella       |
| 5   | 1997 | Venerdì 13                | Gianfranco Manfredi                | Gianfranco Manfredi                | José Eduardo Caramuta                                  | Corrado Mastantuono |
| 6   | 1998 | I ragazzi venuti da Miami | Alberto Ongaro                     | Alberto Ongaro                     | José Eduardo Caramuta                                  | Corrado Mastantuono |
| 7   | 1999 | Delitto su delitto        | Francesco Moretti                  | Francesco Moretti                  | Eugenio Fiorentini, Fabrizio Busticchi e Luana Paesani | Corrado Mastantuono |
| 8   | 2000 | Nodo scorsoio             | Francesco Moretti e Luigi Mignacco | Francesco Moretti e Luigi Mignacco | Eugenio Fiorentini, Fabrizio Busticchi e Luana Paesani | Corrado Mastantuono |
| 9   | 2001 | Tracce di sangue          | Gino D'Antonio                     | Gino D'Antonio                     | Sergio Toppi                                           | Corrado Mastantuono |
| 10  | 2002 | Una morte di troppo       | Stefano Piani                      | Stefano Piani                      | Renato Polese                                          | Corrado Mastantuono |
| 11  | 2003 | La prova del fuoco        | Gino D'Antonio                     | Gino D'Antonio                     | Ferdinando Tacconi e Luigi Siniscalchi                 | Corrado Mastantuono |
| 12  | 2004 | Morte di un poliziotto    | Stefano Piani                      | Stefano Piani                      | Renato Polese                                          | Corrado Mastantuono |

## Nick Raider - Le nuove indagini
| Nr. | Anno | Titolo                  | Soggetto                          | Sceneggiatura                     | Disegni            | Copertina    |
| --- | ---- | ----------------------- | --------------------------------- | --------------------------------- | ------------------ | ------------ |
| 1   | 2021 | Trent'anni dopo         | Claudio Nizzi                     | Claudio Nizzi                     | Giovanni Freghieri | Rosario Raho |
| 2   | 2021 | Agguato al porto        | Davide Rigamonti                  | Davide Rigamonti                  | Mario Jannì        | Rosario Raho |
| 3   | 2022 | Una canzone per il boss | Giovanni Eccher                   | Giovanni Eccher                   | Marco Foderà       | Rosario Raho |
| 4   | 2022 | Casi incrociati         | Davide Rigamonti                  | Davide Rigamonti                  | Massimo Cipriani   | Rosario Raho |
| 5   | 2022 | Vittime e carnefici     | Giovanni Eccher                   | Giovanni Eccher                   | Marco Foderà       | Rosario Raho |
| 6   | 2022 | La nuova squadra        | Giovanni Eccher e Davide Rigamoni | Giovanni Eccher e Davide Rigamoni | Ivan Vitolo        | Rosario Raho |